# Takayasu Akira
Takayasu Akira (jap. 高安 晃; * 28. Februar 1990 in der Präfektur Ibaraki) ist ein Sumōringer in der japanischen Makuuchi-Division.

## Sumō-Karriere
Als Sohn eines japanischen Vaters und einer philippinischen Mutter begann Takayasu seine Karriere im März 2005 in dem Stall Naruto-beya (dieser wurde 2013 in Tagonoura-beya umbenannt). Zwei Jahre später gab er sein Debüt in der vierthöchsten Division Sandanme und im Mai 2008 war er in Makushita angekommen. Wie schon zuvor erzielte er auch dort meistens nur knappe Kachi-koshi und griff nie in das Rennen um den Turniersieg ein. Dies änderte sich im September 2010, als er eine 7-0 Bilanz vorwies und damit seinen ersten und bisher einzigen Turniersieg einfuhr. Unter anderem schlug er damals bereits die späteren San’yaku-Rikishi Ikioi und Aoiyama. Das Yusho bedeutete gleichzeitig den Aufstieg in die zweite Division. Bei seinem Jūryō-Debüt überzeugte Takayasu mit einer Bilanz von 11-4 und erreichte das Yusho-Playoff gegen Toyohibiki, welches er verlor. Nach zwei weiteren positiv gestalteten Jūryō-Turnieren durfte er im Juli 2011 erstmals in der Makuuchi-Division antreten, in welcher er sich sehr schnell etablierte. Bei seinem ersten Turnier in Makuuchi (9-6) stand er nach 8 Tagen bei 7 Siegen und nur einer Niederlage und sicherte sich dann am 12. Tag durch einen Sieg über Toyohibiki (gegen den er noch im November 2010 zwei Mal verloren hatte) sein Kachi-koshi. Im September 2012 blieb Takayasu an den ersten 8 Tagen ungeschlagen, schloss das Turnier dann aber nur mit einer 10-5 Bilanz ab. Kurz darauf gelang ihm beim Hatsu Basho 2013 als Maegashira 7 ein 12-3 und damit sein bislang bestes Resultat in der Makuuchi-Division. Er wurde Turnierzweiter (Jun-Yusho) hinter Yokozuna Harumafuji und erhielt seinen ersten Kantō-shō. Im darauffolgenden Turnier besiegte er Harumafuji und bekam seinen ersten Kinboshi. Im Juli 2013 schlug er den Yokozuna ein zweites Mal und gewann zudem auch gegen die Ōzeki Kakuryū und Kotoōshū. Für diese Leistung und seine Gesamtbilanz von 9-6 wurde er mit dem Shukun-shō und einer Beförderung zum Komusubi belohnt. Sein San'yaku-Debüt (5-10) verlief jedoch weniger erfolgreich. Beim Nagoya Basho 2014 war Takayasu lange im Rennen um den Turniersieg. Er hatte nach 13 Tagen erst zwei Niederlagen kassiert, verlor aber seine letzten beiden Kämpfe gegen Kotoshōgiku und Takekaze. Damit verspielte er am Ende sogar das Jun-Yusho, wurde aber zum wiederholten Mal mit dem Kantō-shō ausgezeichnet.
Im November 2014 besiegte Takayasu als Maegashira 3 zwei Yokozuna (Hakuhō und Harumafuji) und erhielt dafür innerhalb von vier Tagen gleich zwei Kinboshi. Er war zudem der einzige Bezwinger des späteren Turniersiegers Hakuhō. Daraufhin wurde er zum zweiten Mal mit dem Shukun-shō geehrt, dem vierten Sanshō in seiner Karriere. Seine 10-5 Bilanz ermöglichte ihm die Rückkehr in den Komusubi-Rang, welchen er jedoch wieder nicht halten konnte. Im Juli 2015 trat er als Maegashira 2 an und besiegte vier San'yaku-Rikishi (die Ōzeki Gōeidō und Kotoshōgiku sowie Sekiwake Ichinojō und Komusubi Takarafuji). Am Ende reichte es dennoch nur für eine 6-9 Bilanz.

## Kampfstatistik
| Jahr | Januar Hatsu basho, Tokyo                        | März Haru basho, Osaka              | Mai Natsu basho, Tokyo                    | Juli Nagoya basho, Nagoya                         | September Aki basho, Tokyo            | November Kyūshū basho, Fukuoka |
| --- | ------------------------------------------------ | ----------------------------------- | ----------------------------------------- | ------------------------------------------------- | ------------------------------------- | ------------------------------ |
| 2005 | x                                                | (Maezumo)                           | West Jonokuchi #29 4–3                    | West Jonidan #129 4–3                             | Ost Jonidan #98 4–3                   | Ost Jonidan #73 4–3            |
| 2006 | West Jonidan #48 2–5                             | West Jonidan #78 3–4                | West Jonidan #98 5–2                      | Ost Jonidan #44 3–4                               | West Jonidan #67 4–3                  | West Jonidan #41 5–2           |
| 2007 | West Jonidan #5 4–3                              | Ost Sandanme #86 5–2                | Ost Sandanme #55 5–2                      | West Sandanme #27 3–4                             | West Sandanme #41 4–3                 | Ost Sandanme #26 5–2           |
| 2008 | Ost Sandanme #2 3–4                              | Ost Sandanme #11 4–3                | West Makushita #59 4–3                    | West Makushita #51 3–4                            | Ost Sandanme #5 4–3                   | Ost Makushita #54 5–2          |
| 2009 | Ost Makushita #39 2–5                            | Ost Sandanme #3 4–3                 | Ost Makushita #54 4–3                     | Ost Makushita #44 4–3                             | West Makushita #36 5–2                | Ost Makushita #27 4–3          |
| 2010 | West Makushita #22 4–3                           | West Makushita #18 5–2              | West Makushita #10 4–3                    | Ost Makushita #6 2–5                              | West Makushita #13 7–0 Champion       | Ost Jūryō #11 11–4             |
| 2011 | Ost Jūryō #3 9–6                                 | Ost Jūryō #1 Turnier abgesagt 0–0–0 | Ost Jūryō #1 8–7                          | Ost Maegashira #11 9–6                            | Ost Maegashira #6 6–9                 | West Maegashira #8 9–6         |
| 2012 | West Maegashira #3 6–9                           | Ost Maegashira #7 10–5              | West Maegashira #1 5–10                   | West Maegashira #5 6–9                            | West Maegashira #9 10–5               | Ost Maegashira #4 5–10         |
| 2013 | Ost Maegashira #7 12–3 F                         | Ost Maegashira #1 5–10 ★            | West Maegashira #5 8–7                    | West Maegashira #1 9–6 O★                         | West Komusubi #1 5–10                 | Ost Maegashira #3 3–12         |
| 2014 | Ost Maegashira #9 9–6                            | West Maegashira #3 5–10             | West Maegashira #8 6–9                    | West Maegashira #11 11–4 F                        | Ost Maegashira #2 7–8                 | Ost Maegashira #3 10–5 O★      |
| 2015 | Ost Komusubi #1 6–9                              | Ost Maegashira #3 3–12              | West Maegashira #8 10–5                   | Ost Maegashira #2 6–9                             | West Maegashira #3 1–3–11             | West Maegashira #12 9–6        |
| 2016 | West Maegashira #8 11–4                          | West Maegashira #1 5–10             | West Maegashira #5 9–6                    | West Komusubi #1 11–4 T                           | Ost Sekiwake #1 10–5 F                | Ost Sekiwake #1 7–8            |
| 2017 | Ost Komusubi #1 11–4 F                           | West Sekiwake #1 12–3 O             | West Sekiwake #1 11–4 T                   | Ost Ōzeki #2 9–6                                  | Ost Ōzeki #1 1–2–12                   | West Ōzeki #1 8–4–3            |
| 2018 | West Ōzeki #1 12–3                               | Ost Ōzeki #1 12–3                   | Ost Ōzeki #1 verletzt abwesend 0–0–15     | West Ōzeki #1 9–6                                 | West Ōzeki #1 11–4                    | West Ōzeki #1 12–3             |
| 2019 | Ost Ōzeki #1 9–6                                 | Ost Ōzeki #1 10–5                   | West Ōzeki #1 9–6                         | West Ōzeki #1 8–3–4                               | Ost Ōzeki #1 verletzt abwesend 0–0–15 | West Ōzeki #1 3–5–7            |
| 2020 | West Sekiwake #1 6–9                             | West Maegashira #1 0–5–10           | Ost Maegashira #13 Turnier abgesagt 0–0–0 | Ost Maegashira #13 10–5                           | Ost Maegashira #6 10–5                | West Komusubi #1 8–7           |
| 2021 | Ost Komusubi #1 9–6                              | Ost Komusubi #1 10–5                | Ost Sekiwake #1 10–5                      | Ost Sekiwake #1 7–6–2                             | Ost Komusubi #1 4–8–3                 | Ost Maegashira #5 6–9          |
| 2022 | Ost Maegashira #7 Corona-bedingt abwesend 0–0–15 | Ost Maegashira #7 12–3–P F          | Ost Maegashira #1 6–9                     | West Maegashira #4 Corona-bedingt abwesend 0–0–15 | West Maegashira #4 11–4 F★            | Ost Maegashira #1 12–3–PP O    |
| 2023 | Ost Sekiwake #2 –                                | x                                   | x                                         | x                                                 | x                                     | x                              |
| Kampfstatistik angegeben als Sieg-Niederlage-Abwesenheit Top Division Champion Top Division Zweitplatzierter Ruhestand Untere Divisionen Sanshō Schlüssel: F=Fighting Spirit; O=Outstanding Performance; T=Technique Price Zusätzlich: ★=Kinboshi; P=Playoff Divisionen: Makuuchi — Jūryō — Makushita — Sandanme — Jonidan — Jonokuchi Makuuchi Ränge: Yokozuna — Ōzeki — Sekiwake — Komusubi — Maegashira |                                                  |                                     |                                           |                                                   |                                       |                                |

## Kurioses
Takayasu besitzt keinen zusätzlichen Ringnamen, sondern kämpft unter seinem richtigen Familiennamen.
Takayasu war der erste Kämpfer in der Makuuchi-Division, der während der Heisei-Zeit geboren wurde.